# Totální stanice

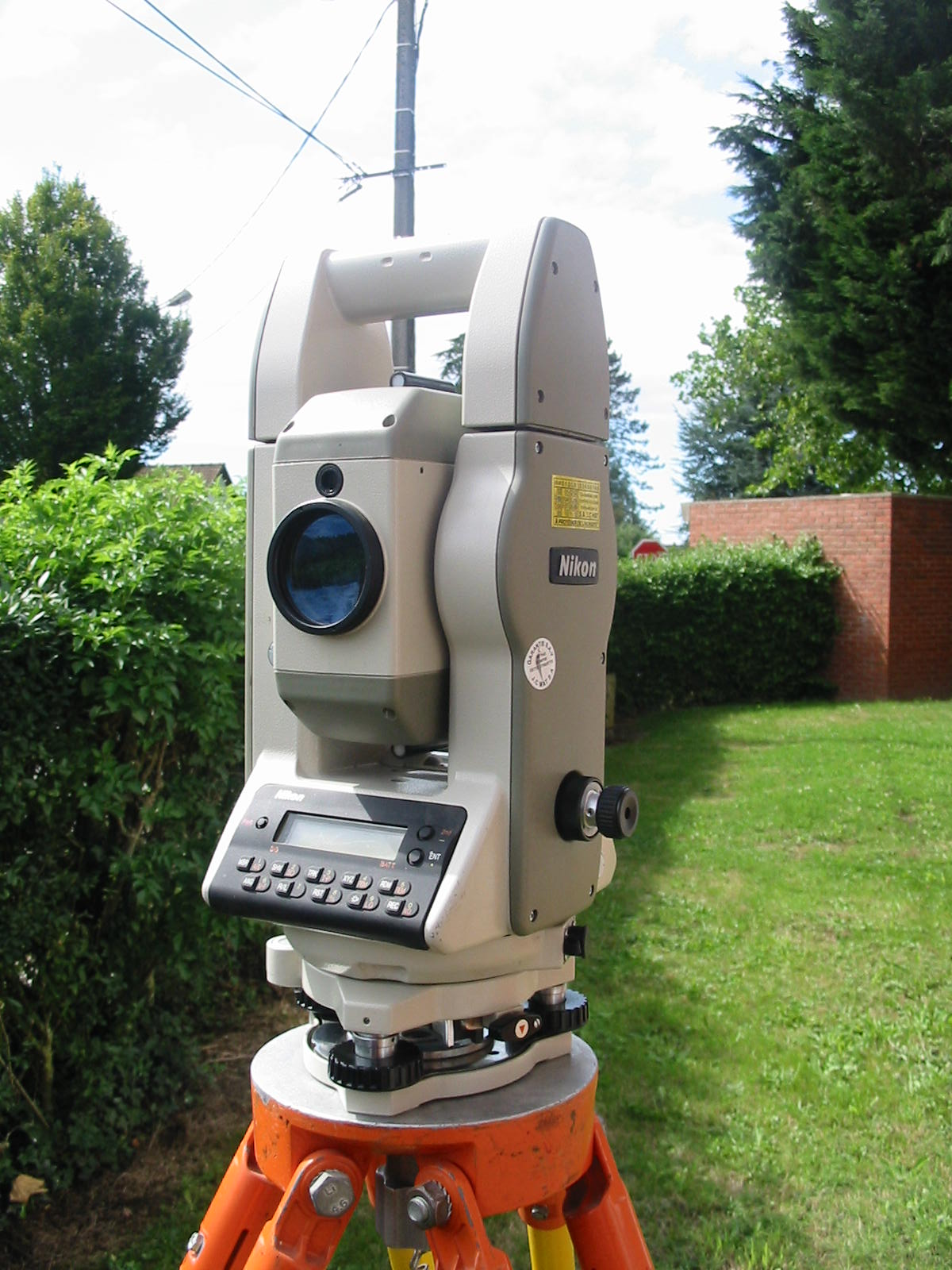
Totální stanice

Totální stanice je zeměměřický přístroj pro měření a registraci měřených hodnot vodorovných úhlů, výškových úhlů, vzdáleností a jejich přepočet na pravoúhlé souřadnice. Měřené hodnoty je možno kontaktní cestou (kabelem) nebo bezkontaktně (Bluetooth, IR, GSM) přenést do počítače k dalšímu zpracování.
Stanice současně umožňuje ze zadaných hodnot pravoúhlých souřadnic (přenesených do totální stanice z počítače nebo zadaných manuálně) vytyčit podrobné body v terénu ze známého bodu. Totální stanice vznikla spojením teodolitu, elektronického dálkoměru a jednoúčelového počítače do jednoho celku. Mezi výrobce stanic patří firmy Leica Geosystems, Trimble, Sokkia, Nikon, South, Spectra Precision, Pentax, Foif, Focus, GeoMax Positioning, Topcon.
Úhlová přesnost měření totální stanice je od 1 do 5 úhlových vteřin (šedesátinných), výrobci záměrně vytvářejí několik variant stejného přístroje. Délkový dosah dálkoměru do 3 km (ovšem většina měření se v praxi pohybuje většinou do 250 m), přesnost odečítání délek 0,001 m. Současné totální stanice jsou často spojovány do jednoho celku s GNSS přijímačem pro určení prostorové polohy přístroje v terénu.